# Limenitis pygmaeana
Limenitis pygmaeana är en fjärilsart som beskrevs av Ruggero Verity 1928. Limenitis pygmaeana ingår i släktet Limenitis och familjen praktfjärilar. Inga underarter finns listade i Catalogue of Life.